# Arondismentul Boulogne-sur-Mer
Arondismentul Boulogne-sur-Mer (în franceză Arrondissement de Boulogne-sur-Mer) este un arondisment din departamentul Pas-de-Calais, regiunea Nord-Pas-de-Calais, Franța.

## Subdiviziuni

### Cantoane
- Cantonul Boulogne-sur-Mer-Nord-Est (Bonen-Nordoost)
- Cantonul Boulogne-sur-Mer-Sud (Bonen-Zuid)
- Cantonul Boulogne-sur-Mer-Nord-Ouest (Bonen-Nordwest)
- Cantonul Desvres (Deveren)
- Cantonul Marquise (Markijze)
- Cantonul Samer (Sint-Wulmaars)
- Cantonul Outreau (Wabingen)
- Cantonul Le Portel

### Comune
| 1. Alincthun (62022)              | 2. Ambleteuse (62025)               | 3. Audembert (62052)                | 4. Audinghen (62054)            |
| 5. Audresselles (62056)           | 6. Baincthun (62075)                | 7. Bainghen (62076)                 | 8. Bazinghen (62089)            |
| 9. Belle-et-Houllefort (62105)    | 10. Bellebrune (62104)              | 11. Beuvrequen (62125)              | 12. Boulogne-sur-Mer (62160)    |
| 13. Bournonville (62165)          | 14. Brunembert (62179)              | 15. La Capelle-lès-Boulogne (62908) | 16. Carly (62214)               |
| 17. Colembert (62230)             | 18. Condette (62235)                | 19. Conteville-lès-Boulogne (62237) | 20. Courset (62251)             |
| 21. Crémarest (62255)             | 22. Dannes (62264)                  | 23. Desvres (62268)                 | 24. Doudeauville (62273)        |
| 25. Echinghen (62281)             | 26. Ferques (62329)                 | 27. Halinghen (62402)               | 28. Henneveux (62429)           |
| 29. Hervelinghen (62444)          | 30. Hesdigneul-lès-Boulogne (62446) | 31. Hesdin-l'Abbé (62448)           | 32. Isques (62474)              |
| 33. Lacres (62483)                | 34. Landrethun-le-Nord (62487)      | 35. Leubringhen (62503)             | 36. Leulinghen-Bernes (62505)   |
| 37. Longfossé (62524)             | 38. Longueville (62526)             | 39. Lottinghen (62530)              | 40. Maninghen-Henne (62546)     |
| 41. Marquise (62560)              | 42. Menneville (62566)              | 43. Nabringhen (62599)              | 44. Nesles (62603)              |
| 45. Neufchâtel-Hardelot (62604)   | 46. Offrethun (62636)               | 47. Outreau (62643)                 | 48. Pernes-lès-Boulogne (62653) |
| 49. Pittefaux (62658)             | 50. Le Portel (62667)               | 51. Quesques (62678)                | 52. Questrecques (62679)        |
| 53. Rety (62705)                  | 54. Rinxent (62711)                 | 55. Saint-Inglevert (62751)         | 56. Saint-Léonard (62755)       |
| 57. Saint-Martin-Boulogne (62758) | 58. Saint-Martin-Choquel (62759)    | 59. Saint-Étienne-au-Mont (62746)   | 60. Samer (62773)               |
| 61. Selles (62786)                | 62. Senlecques (62789)              | 63. Tardinghen (62806)              | 64. Tingry (62821)              |
| 65. Verlincthun (62845)           | 66. Vieil-Moutier (62853)           | 67. Wacquinghen (62867)             | 68. Le Wast (62880)             |
| 69. Wierre-Effroy (62889)         | 70. Wierre-au-Bois (62888)          | 71. Wimereux (62893)                | 72. Wimille (62894)             |
| 73. Wirwignes (62896)             | 74. Wissant (62899)                 | 75. Équihen-Plage (62300)           |                                 |